# هنري وود إليوت
هنري وود إليوت (بالإنجليزية: Henry Wood Elliott)‏ هو عالم بيئة وفنان وعالم طيور أمريكي، ولد في 13 نوفمبر 1846 في كليفلاند في الولايات المتحدة، وتوفي في 25 مايو 1930.

## معرض صور

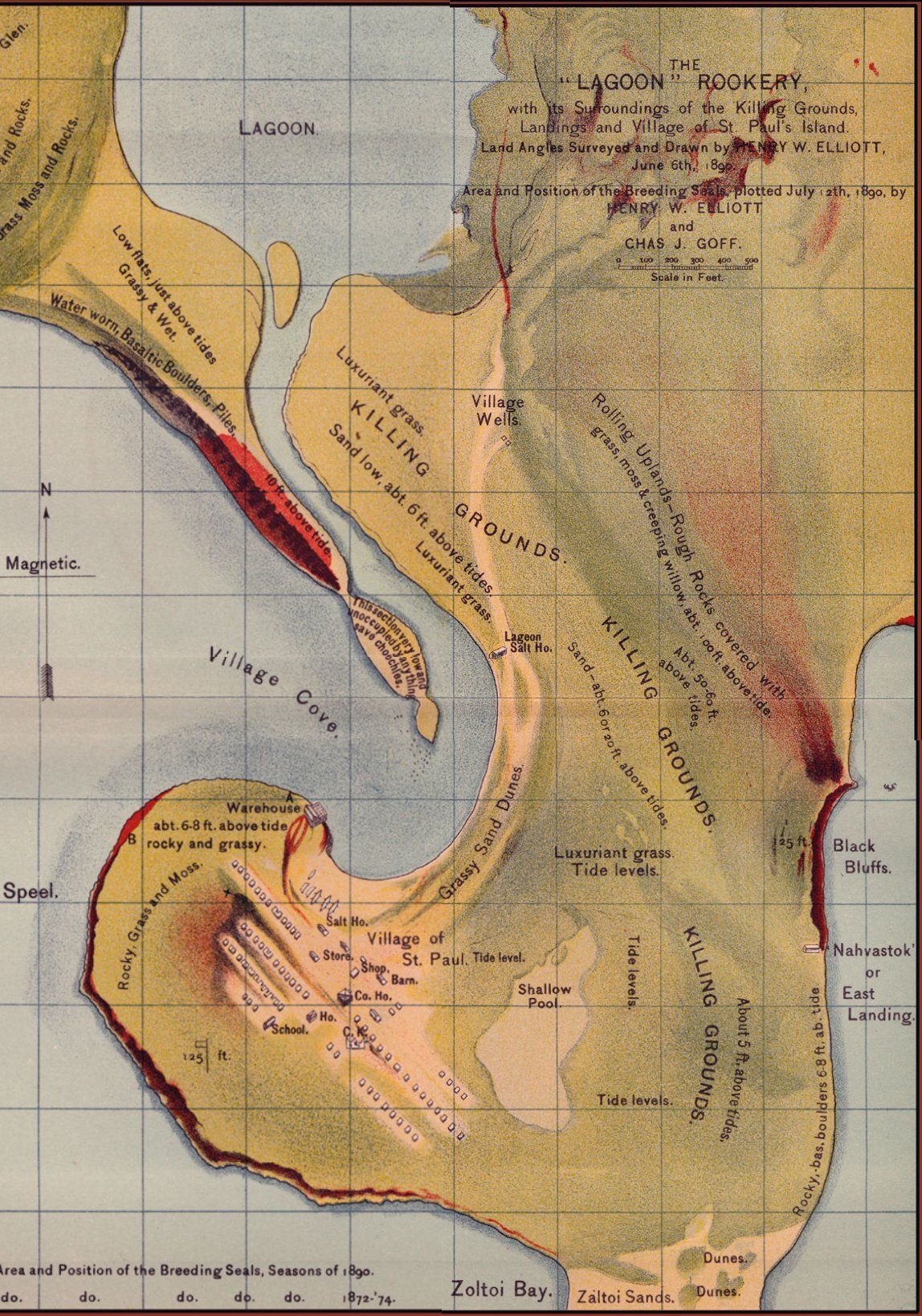
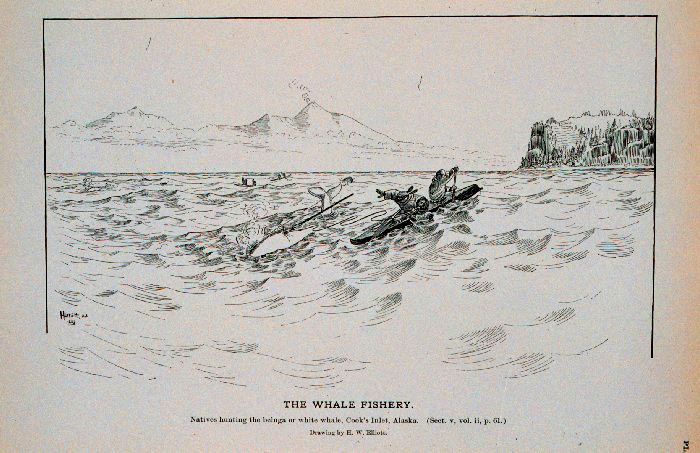
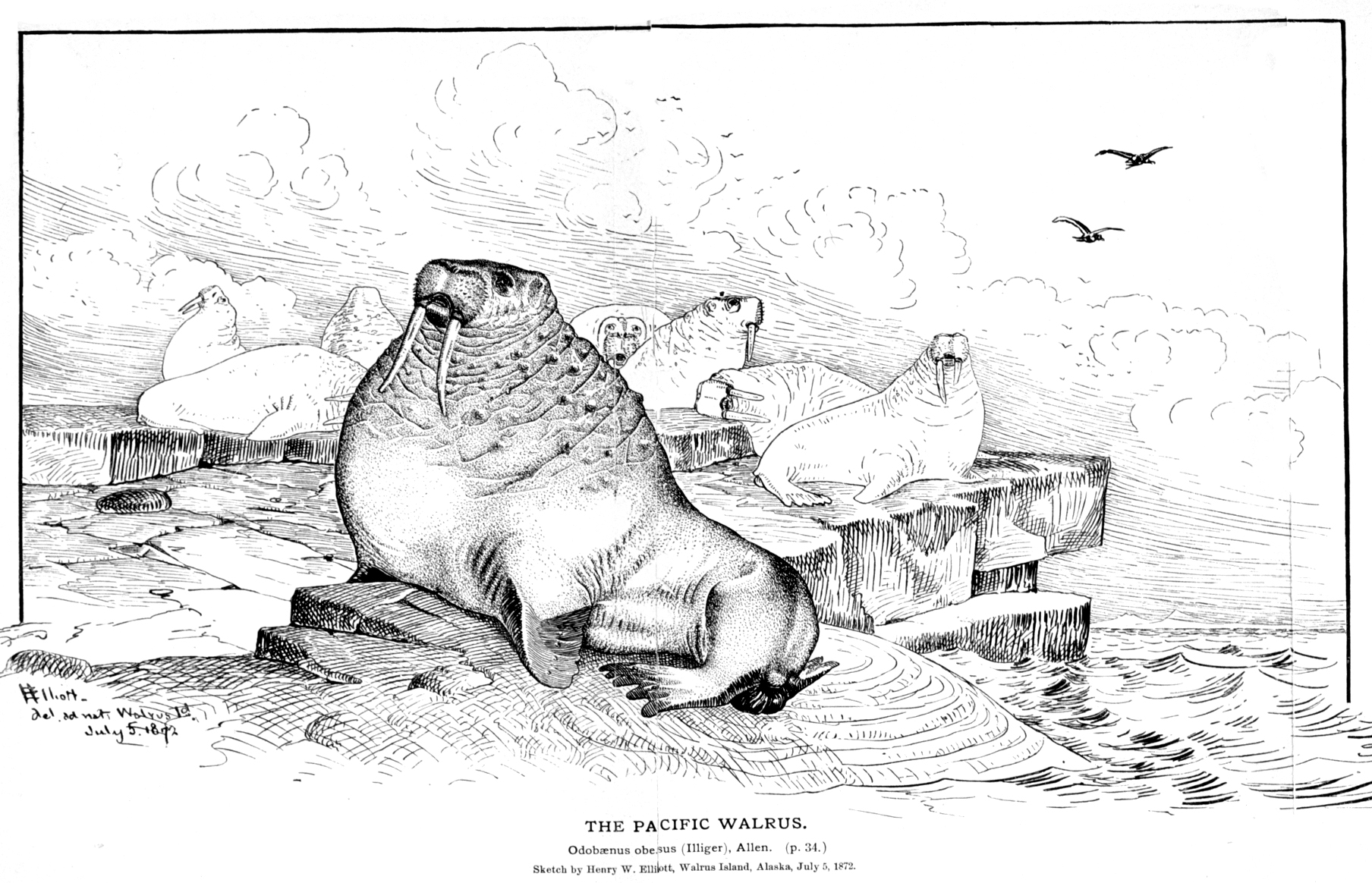